# Internationale Grüne Jugend
Die Internationale Grüne Jugend (engl.: Global Young Greens, kurz: GYG) sind ein global agierendes Netzwerk grüner Jugendorganisationen. Sie setzen sich für ökologische Nachhaltigkeit, soziale Gerechtigkeit, Basisdemokratie und Frieden ein.
Die GYG ist ein gemeinsames Projekt von mehreren dutzenden Organisationen und einigen hundert Einzelpersonen, darunter die Federation of Young European Greens, die Grüne Jugend, die Jungen Grünen (Schweiz), Young Volunteers for the Environment und die Heinrich-Böll-Stiftung. Sie ist eine dem belgischen Recht unterstehende gemeinnützige Organisation.
Zum Mitmachen ist jede Person eingeladen, die sich selbst als „grün“ definiert und nicht älter als 35 Jahre alt ist. Für die Koordination der eigenen Arbeit ist ein 14-köpfiges Steering-Committee, also ein Lenkungskomitee, zuständig, welches auf weltweiten Kongressen, die spätestens alle drei Jahre stattfinden sollen, gewählt wird. Bei diesen Treffen ist jeder Teilnehmer/jede Teilnehmerin stimmberechtigt, allerdings nicht mehr als vier pro Kontinentalverband.

## Geschichte
Das erste inoffizielle Treffen fand 2001 in Sydney kurz vor der Global Greens Conference statt.
Durch dieses Treffen inspiriert, begannen Mitglieder der Federation of Young European Greens (FYEG), der Campus Greens USA und einige weitere grüne Gruppierungen, sowie Einzelpersonen im Jahre 2005 über E-Mail-Schriftwechsel damit Planungen für eine erste Konferenz grüner Jugendorganisationen zu treffen. Im darauffolgenden Jahr begannen zwei Mitarbeiter der Federation of Young European Greens im Brüsseler Büro der FYEG mit der Ausarbeitung des Plans, was zur Konstituierung der GYG auf ihrem ersten Kongress im Januar 2007 führte.

### Gründung
Der erste offizielle Kongress war gleichzeitig Gründungskongress und fand vom 16. bis zum 20. Januar 2007 in Nairobi statt. Besucht wurde er von 156 Personen, wovon 133 abstimmten. Nach Angaben der Organisatoren kamen ungefähr 89 der Teilnehmer aus Afrika (davon 50 aus Kenia), 5 aus Amerika, 31 aus dem asiatisch-pazifischen Raum und 26 aus Europa. Trotz aller Bemühungen der Organisatoren Teilnehmerinnen zur Beteiligung zu ermuntern, machten männliche Besucher ungefähr zwei Drittel der Teilnehmer aus.
Auf diesem Kongress wurde die Organisationsstruktur vereinbart und das erste, aus 14 Mitgliedern bestehende, Steering committee gewählt.

### Weitere Geschichte
Es fand im April 2008 ein weiteres inoffizielles zweitägiges Treffen in São Paulo zur Vorbereitung auf den nächsten Kongress der GYG statt, an welchem über 60 Jugendliche teilnahmen. Darauf folgte vom 8. bis zum 13. August 2010 der zweite Kongress (in Berlin); ein Treffen, an dem über 100 Delegierte aus 48 Nationen teilnahmen. Es wurde unter anderem das aktuelle Lenkungskomitee gewählt.
Der dritte Kongress der Global Young Greens fand Ende März 2012 in Dakar, Senegal statt. Der vierte Kongress fand 2017 in Liverpool statt.

## Prinzipien
Die zwölf Prinzipien der Global Young Greens werden in der Charter of the Global Greens festgehalten:
- Schutz und Wiederherstellung der Umwelt und den Respekt gegenüber Tieren
- nachhaltige und gerechte Entwicklung
- soziale Gerechtigkeit
- globale und partizipative Demokratie (Graswurzelbewegung)
- friedliche Lösung von Konflikten; Rüstungskontrollen; Abrüstung
- Gleichberechtigung der Geschlechter
- Gerechtigkeit zwischen den Generationen; Stärkung der Kinderrechte
- Befreiung von jeglicher Diskriminierung
- Stärkung der marginalisierten und benachteiligten Menschen
- Gerechte und faire Globalisierung
- Freiheit des Einzelnen auf Basis von universellen Menschenrechten
- Recht auf Selbstbestimmung indigener Völker